# 화랑

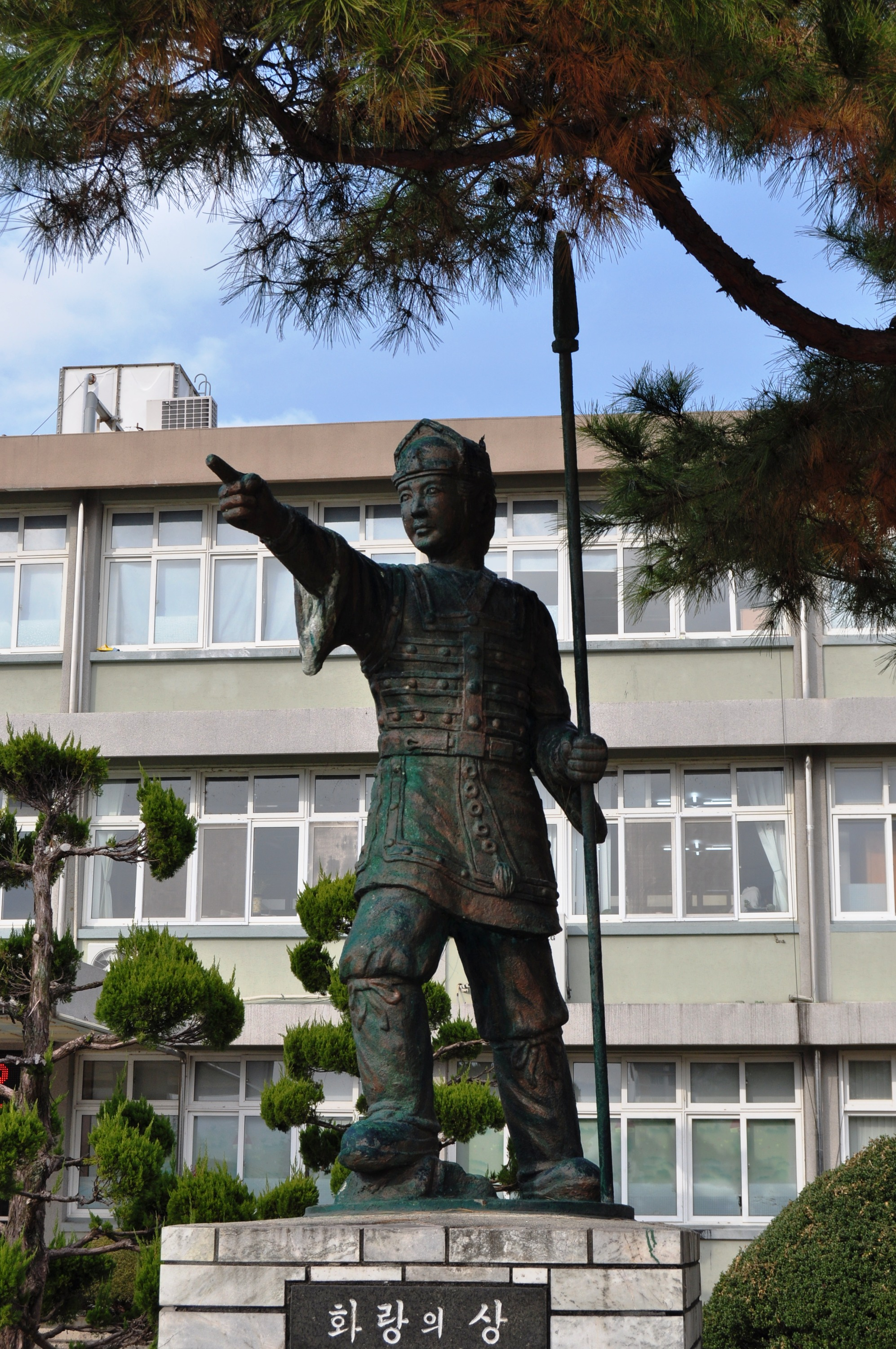
화랑의 상 (함양중학교 소재)

화랑도(花郞徒)는 화랑을 우두머리로 둔 신라의 청소년 무사 조직이다. 낭가(郎家), 풍류도(風流徒), 국선도(國仙徒), 풍월도(風月徒)라고도 불리며, 대체로 왕과 귀족의 자제로 이루어졌으나 계급에 제한이 없었다.
화랑 조직의 지도자는 화랑(花郞)·화주(花主)·풍월주(風月主)·국선(國仙) 등으로 불리나 ‘화랑’(花郞)이 보편적인 칭호이다.
화랑은 한국 고유의 사상들이 합해진 이념에 따른 일종의 심신 수련을 하는 무사 집단으로, 국가 차원에서 조직하거나 지원하였다. 화랑은 화랑도의 지도자를 일컫는 말이다. 화랑에 소속된 청년들을 낭도라고 하였을 것으로 보인다.

## 화랑의 명칭의 뜻
화랑(花郞)의 글자 뜻은 '꽃같이 아름다운 사내'로서 역사적 기원은 원화(源花)와 닿아 있다.  《삼국사기》에  '잘생긴 남자를 곱게 단장시켜 화랑으로 삼았다'는 기록을 보아 아름답다는 의미로 꽃(花)이라 불렀음을 짐작할 수 있다.
젊은이를 뜻하는 옛우리말 '곧'을 표기하기 위해 花(꽃 화)를 사용했으리라는 추론도 있다. 이 해석에 의하면 화랑은 '곧사내', 즉 젊은 남자라는 뜻이 된다. 화랑과 같은 의미로 알려진 국선(國仙) 또한 '곧사내'의 음차 표기일 가능성이 있다.

## 화랑도의 기원
화랑의 제도적 설치에 관한 기록은 《삼국사기》 신라본기 제 4권 진흥왕 37년(576)에 기술되어 있다. 하지만 《삼국사기》에는 이보다 앞서 화랑 사다함(斯多含)의 행적이 기록되어 있어 화랑도의 기원을 원화(源花)가 만들어진 때부다 훨씬 이전임을 암시한다. 화랑도의 기원이 무엇인지에 대해서는 정설이 확립되지 않았지만 삼국 전체에 행해 오던 우리 고대 사회의 독특한 기풍, 애국심 혹은 종교가 신라에 와서 화랑도로 정립되었다고 추정하고 있다.
신라의 경우는 씨족 제도가 오래 계속되었으므로 상호 부조의 협동정신이 강했고, 씨족원 사이에 일족의 명예를 중히 여겨 일신의 희생을 아끼지 않는 기풍이 있었으며, 고대 그리스와 같이 아름다운 육체와 아름다운 정신을 숭상하는 국민적 풍조가 있었다. 따라서 고구려·백제에 비해 영토가 적었던 국가였던 신라에서는 일찍부터 국가 민족의 수호를 이념으로 하여 궐기한 청소년들이 화랑도, 혹은 적당한 명칭의 단체를 자발적으로 조직해 애국운동을 전개했는데, 그 결과 김유신과 같이 뛰어난 인재들이 출현해 국가와 민족에 봉사하게 됨으로써 국가에서도 이에 대한 정책으로 국가 직속 체제하에 단합시킨 것이라 보며 남모·준정의 불상사가 서두에서부터 발생한 것은 여성들의 질투로 이루어진 것으로 보다 남자들을 모아서 화랑도 양성에 몰두했을 것이다.
화랑은 삼국 통일의 주역이였으며 고구려와 백제의 부흥군들과 힘을 합쳐 당나라의 침략을 괴멸시키고 승리하여 당나라가 더 이상 침략하지 못하였다.
그리하여 삼국 시대에서 남북조 시대가 된다.

### 그 밖의 학설
그밖에도 화랑도의 기원 및 정체에 대해서는 다음의 설이 있다.
- 소도 제단(蘇塗祭壇)의 무사(武士)들이 화랑도화 된 무사집단이라는 설.
- 고조선 고유의 신앙단인 부루교단(敎團)에서 연유하였다는 설.
- 원시 미성년 집회에서 연유하였다는 설
- 무의 신라 시대 형태라는 설

## 조직과 훈련
민간 청소년단체로서의 화랑도는 화랑과 그를 따르는 낭도(郎徒)로 이루어졌다. 그러다가 576년 이후 신라의 국방 정책과 관련하여 이를 신라의 관에서 운영하게 되면서 조직이 체계화되었으며, 이들 화랑의 총지도자인 국선(國仙)을 두고, 화랑의 예하도 수개 문호(門戶)로 구성하게 했다. 화랑도의 총지도자인 국선은 원칙적으로 전국에 l명, 화랑은 보통 3-4명에서 7-8명에 이를 때도 있었으며, 화랑이 거느린 각 문호의 화랑 낭도는 수백에서 수천 명을 헤아렸다.
국선·화랑·낭도의 자격에는 특별한 제한을 두지 않아, 신분 계급·승속(僧俗)을 막론했으므로, 때로는 거리를 방황하던 고아였던 미시랑(未尸郞)이 국선에 오르기도 하여 신분보다 인격과 덕망과 용의(容儀)만을 중시했던 것이다.

## 이념
화랑도의 이념은 오로지 개인의 수양과 단련을 통한 국가에의 봉사였으므로, 서로 도의를 닦았고[相磨以道義], 가악을 즐겼으며[相悅以歌樂], 명산대천을 찾아다녔다[遊娛山川, 無遠不至]. 또한 원광법사(圓光法師)의 세속오계(世俗五戒)를 준수했다. 또 경문왕(景文王)의 고사에 관련되었듯이 ① 겸손하고 ② 검소하고 ③ 방자하지 않는 삼이(三異)를 생활신조로 삼았다.

### 세속 오계
세속오계는 화랑도들이 중요시하는 5개의 지침이다.
1. 사군이충(事君以忠) : 충성으로써 임금을 섬기어야 한다.
2. 사친이효(事親以孝) : 효로써 부모를 섬기어야 한다.
3. 교우이신(交友以信) : 믿음으로써 벗을 사귀어야 한다.
4. 임전무퇴(臨戰無退) : 싸움에 나가서 물러남이 없어야 한다.
5. 살생유택(殺生有擇) : 살아있는 것을 죽일 때에는 가림이 있어야 한다.

## 기풍
태종무열왕·경문왕을 비롯하여 김유신(金庾信) 등 역대 제왕과 현사(賢士)·충신·용장(勇將)·양졸(良卒)로서 화랑도 출신이 아닌 자가 드물 정도로 화랑도는 신라 국력의 저장고 역할을 해 왔다. 그럴 수밖에 없는 것이 이들 화랑도들은 한 시대의 중추적 부드럼그 소임을 저버리지 않을 뿐만 아니라 역대에 걸쳐 화랑도의 특수한 기풍과 기질을 형성하는 데 이바지했기 때문이다.
즉, 국가와 동지를 위해 의(義)에 죽는 것을 즐겼고, 병석에서 약 그릇을 안고 죽는 것을 수치로 여겼으며, 오로지 전진하다가 전사하는 것을 영예로 생각했고, 적군에 패하면 자결할지언정 포로가 되는 것을 수치로 알았다. 당나라 군대를 물리친
화랑들은 사다함, 황산벌 전투의 관창(官昌), 비령자(丕寧子)와 그 아들 거진(擧眞), 그리고 그 종 합절(合節), 김유신의 아들 원술(元述) 등 화랑사에 길이 아름다운 이름을 전하는 이들 화랑이 모두 이러한 기풍의 인물이었다.
음악이 화랑도의 수련에서 중요한 방식의 하나인 것은 이미 언급한 바와 같거니와 보다 구체적으로 이야기한다면 향가와 향가 작가의 대부분이 화랑도와 결부되어 있다.
즉 효소왕 때의 득오곡(得烏谷), 경덕왕 때의 월명사(月明師)·충담사(忠談師), 경문왕 때의 요원랑(遼元郞) 등 4선(四仙) 등으로서, 이 중 충담사는 《찬기파랑가》(讚耆婆郞歌), 요원랑 등은 〈현금포곡〉(玄琴抱曲), 〈대도곡〉(大道曲), 〈문군곡〉(問群曲) 등을 지었으며, 월명사는 자신이 국선(國仙)의 도에 속하며 단지 향가를 알 뿐이라고 말할 정도였다 한다. 이 밖에도 신라 국민들은 화랑들의 아름다운 행적이 있을 때마다 향가를 지어 그들을 기리거나 위로했다.

## 원화(역사)
원화(源花)는 보통 화랑의 전신으로 알려져 있다. 진흥왕 때 설립된 제도로 남모와 준정이라는 두 여성이 무리를 이끌었다.

## 변천
화랑의 총수는 김대문(金大問)의 《화랑세기(花郞世紀)》에 총수 3백여 명이라고 하지만, 대체로 진흥왕 이후 무열왕, 문무왕에 이르는 동안 가장 흥왕하였다가 그 후로는 침체·쇠퇴의 길을 걸어 신라 말기까지 이르렀다.
김흠돌의 난에 일부 화랑들이 참여하였기에 신문왕 때 잠시 화랑 제도가 폐지되며 다음해에 국학이 설치된다.
강건한 전사단으로서 모습을 상실하면서 통일신라, 고려 시대에는 화랑도에 놀이의 기능만 남아 있게 된다.

## 비슷한 집단
고구려에도 비슷하게 미소년들이 군사 훈련을 하는 단체로 경당이 존재하였다. 하지만 신라에서는 1명의 개인 자격이 아닌 독특한 무사도로 널리 알려진 집단의 구성원으로서 화랑들인 사다함, 김반굴, 관창 등은 실제 전투에 참전하였다. 사다함은 562년 대가야 정벌 전투, 김반굴, 관창은 660년 황산벌 전투에서 출정한다.

## 논란
후대에 내려오면서 화랑(花郞)이라는 말은 무당을 말하기도 하였다. 그러나 그 발음에서 《삼국유사》에는 화랑을 “花娘”과 “花郞”으로 적고 있으며, 《동국정운》에서 “娘”을 “냥”으로 읽었고, 최세진의 《훈몽자회》에서도 역시 “냥”으로 읽었다. 조선 후기의 음운학자인 정윤용의 《자류주석》에도 “냥”으로 읽고 있다.

## 같이 보기
- 화랑세기
- 풍월주
- 청도군 화랑의 날
- 삼국시대의 교육
- 경당 (고구려)
- 소년병

### 대표적
- 김유신
- 사다함
- 관창
- 반굴